# Navagio

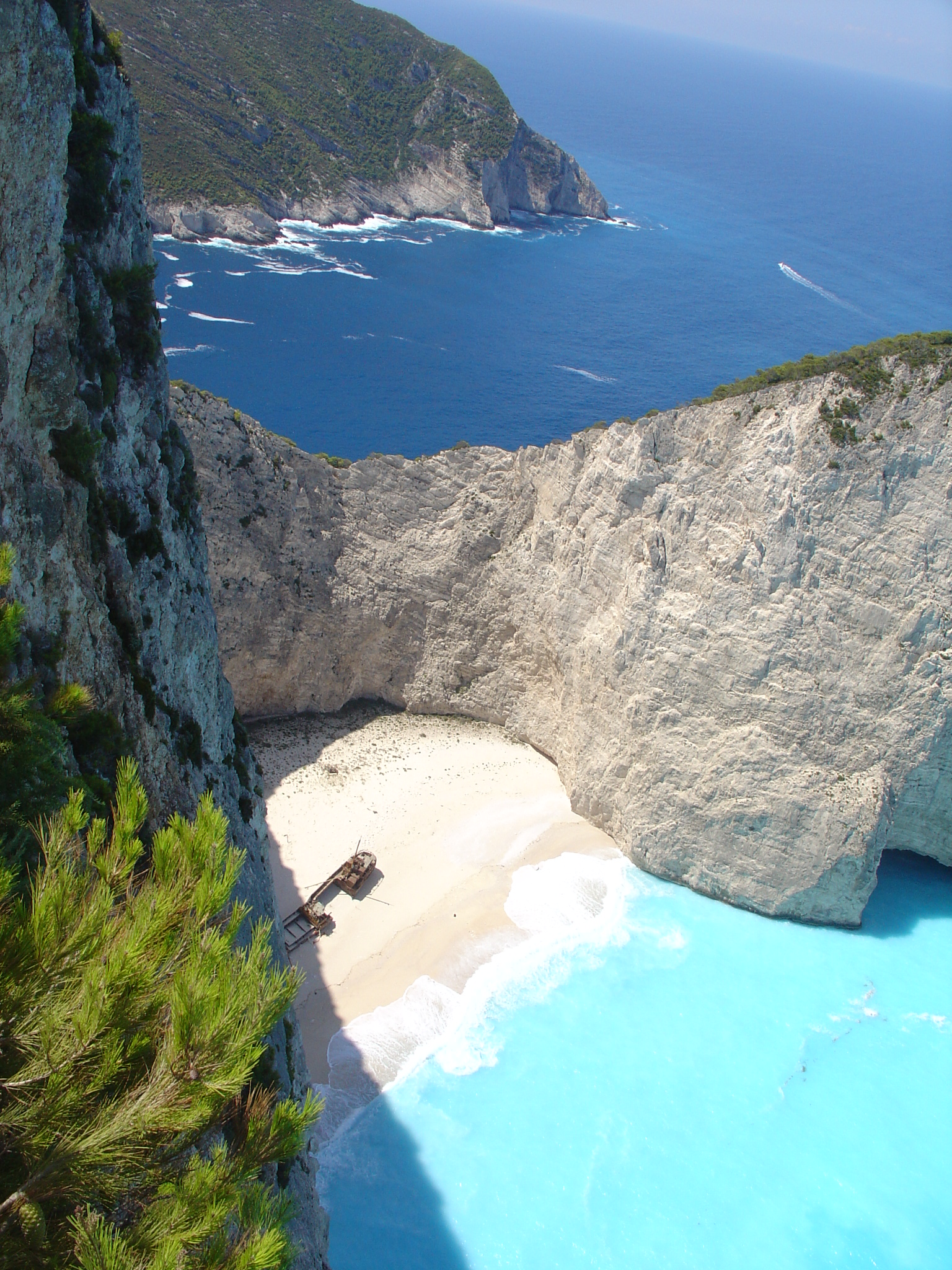
La baia del Navagio sull'isola di Zante

La spiaggia del Navagio  (in greco Ναυάγιο?, pron. navağhio; Naufragio in italiano), o del Relitto, è una remota baia nell'isola di Zante, in Grecia.
È una tra le spiagge più pittoresche d'Europa, e deve la sua fama al relitto della M/n Panagiotis, arenatasi sulle sue sabbie nel 1980. È una delle spiagge più fotografate al mondo.

## Storia
Precedentemente al naufragio della Panagiotis era conosciuta come insenatura di San Giorgio delle Rocce (Agios Georgiou Sta Gremna), in onore del monastero situato sulla falesia soprastante.
La motonave Panagiotis, un mercantile utilizzato dai contrabbandieri, era salpato nell'ottobre del 1980 dalle coste della Turchia con un carico di sigarette. Inseguiti dalla Guardia costiera greca, il Limeniko Soma, e con condizioni atmosferiche avverse, l'equipaggio della nave decise di fermarsi in prossimità della cala, nella speranza che la zona riparata e l'oscurità notturna potessero proteggerli e nasconderli.
La mattina seguente la nave si era arenata in una secca di quel fondale e in breve tempo la risacca creata dal relitto, accumulando materiale sabbioso, creò una spiaggia bianca; da allora l'insenatura è diventata un'attrazione turistica.
Gli abitanti del luogo ricordano che per giorni, in seguito al naufragio, nel mare circostante si potevano trovare numerose stecche e pacchetti di sigarette provenienti dalla stiva del relitto.
Alcuni abitanti locali ipotizzano, senza fonti certe, che il Ministero del turismo greco ne fu artefice.
Dal 2023, su decisione dell'Organizzazione per la protezione antisismica, vista la natura della scogliera in cui è incastonata la spiaggia e l'elevato rischio di frane, non sarà più visitabile.

## Posizione e caratteristiche

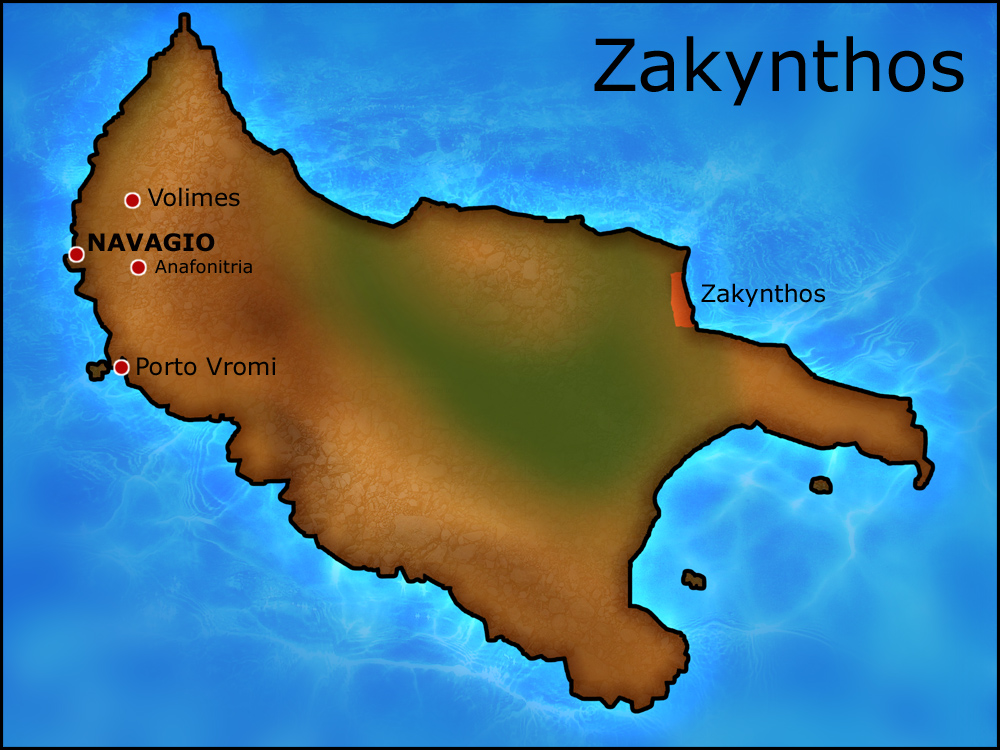
Posizione del Navagio nell'isola di Zante

La spiaggia è bagnata dal Mar Ionio e si trova nella costa nord-occidentale dell'isola di Zante, nell'Eptaneso.
È raggiungibile solo dal mare poiché isolata e racchiusa da alte pareti rocciose.
È costituita da milioni di ciottoli, sassolini e sabbia bianca, che, assieme ad alcune sorgenti termali sulfuree e grazie al mare molto profondo già a pochi metri dalla riva, conferiscono un colore unico che spazia dall'azzurro chiaro al blu elettrico intenso alle acque che la bagnano.
Sul promontorio vi è una passerella panoramica con una terrazza sospesa nel vuoto, da cui è possibile osservare la spiaggia dall'alto.